# Stanislav Šesták
Stanislav Šesták (Demjata, 16 december 1982) is een Slowaaks voetballer die als aanvaller sinds 2015 uitkomt voor het Hongaarse Ferencvárosi TC. Eerder speelde hij onder meer voor Slovan Bratislava en VfL Bochum.

## Interlandcarrière
Šesták speelde sinds 2004 in totaal 45 wedstrijden voor de Slowaakse nationale ploeg, waarin hij elf keer scoorde. Onder leiding van bondscoach Dušan Galis maakte hij zijn debuut op 18 augustus] 2004, toen hij na 84 minuten inviel voor Szilárd Németh in het WK-kwalificatieduel tegen Luxemburg. Met Slowakije nam Šesták deel aan het Europees kampioenschap voetbal 2016 in Frankrijk. Slowakije werd in de achtste finale uitgeschakeld door Duitsland (0–3).

## Erelijst
MŠK Žilina
- Slowaaks landskampioen

2004, 2007